# Shalu-Schule
| Tibetische Bezeichnung           |
| -------------------------------- |
| Wylie-Transliteration: zha lu pa |
| Chinesische Bezeichnung          |
| Vereinfacht: 夏鲁派              |
| Pinyin:Xialu pai                 |

Die Shalu-Schule oder Bulug-Schule (tib.: zha lu pa; auch: Zhalu oder Bulug; Bhulu-Sekte, Xialu-Schule, -Sekte, Bulu-Schule, Budun-Schule; Pulu-Sekte; bu lugs pa; Bulukpa; Bulugpa) ist eine nicht mehr als eigenständige Tradition bestehende Unterschule der Sakya-Tradition des tibetischen Buddhismus, die auf Butön Rinchen Drub (1290–1364) zurückgeht. Ihr Sitz war das 1040 von Cetsün Sherab Chungne (tib.: lce btsun shes rab 'byung gnas) gegründete Shalu-Kloster (chin. Xialu si) in Samzhubzê.

## Zitat
„While other Tibetan scholars sometimes talk Zhalu as being Sakya, Sakya authors themselves rarely do so and Zhalu scholars themselves tend to classify themselves as being a distinctive tradition.“

## Klöster (chin.)
- Xialu si 夏鲁寺, Samzhubzê
- Ribu si 日布寺, Samzhubzê
- Naruo si 那若寺, Kreis Nyêmo